# 诺沃塞利察 (文尼察区)
49°22′58″N 28°10′46″E / 49.38278°N 28.17944°E

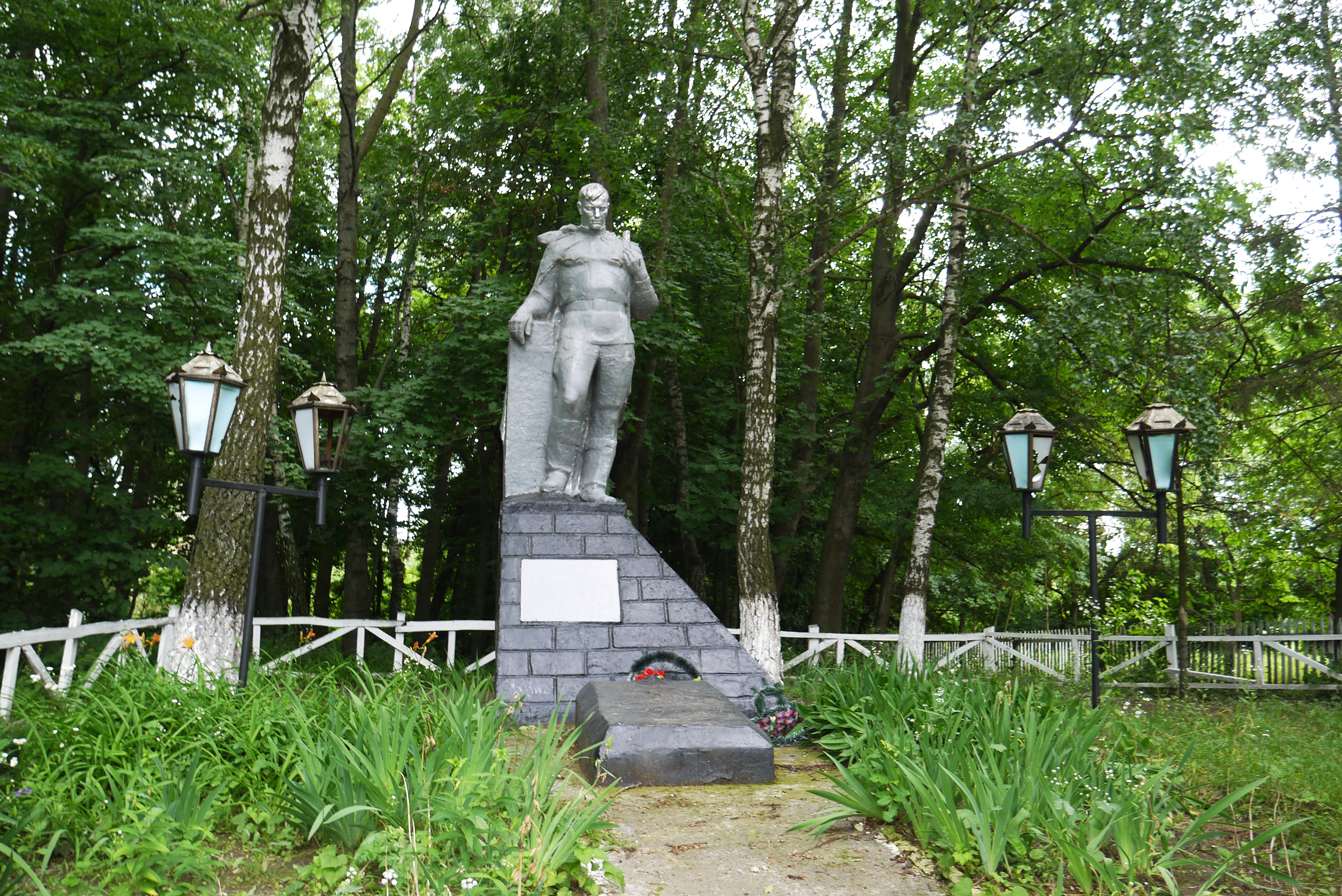
二战英雄纪念碑

诺沃塞利察（烏克蘭語：Новоселиця），是烏克蘭的村落，位於該國西南部文尼察州，由文尼察區利廷市镇負責管轄，始建於1560年，面積0.2平方公里，海拔高度265米，2001年人口413，人口密度每平方公里2,024.51人。